# Pablo Cuevas
Pablo Gabriel Cuevas Urroz (Concordia, Argentina, 1 de enero de 1986) es un extenista profesional uruguayo. Es considerado uno de los mejores tenistas de la historia de Uruguay, siendo el oriental que alcanzó la mejor posición en la historia del Ranking ATP, llegando en su mejor momento al puesto n.º 19. Además de ser el uruguayo con más torneos ATP ganados, con un total de 6.
Adquirió notoriedad al disputar la Copa Davis con Uruguay, torneo en el cual tiene un excelente desempeño con 30 partidos ganados de 40 disputados. La mejor actuación de su carrera fue la consagración en dobles en el Torneo de Roland Garros 2008, junto con el peruano Luis Horna.
En individuales su mejor desempeño a nivel ATP fueron los 6 títulos ATP conseguidos. El Torneo de Bastad 2014 cuando ganó el título derrotando en la final al portugués João Sousa, el Torneo de Umag 2014, haciéndolo desde la fase de clasificación y derrotando en el camino a jugadores como Andreas Seppi, Fabio Fognini en semifinales y al vigente campeón Tommy Robredo en la final, los Torneo de Brasil 2015 y 2016, y el Torneo de Río de Janeiro 2016 derrotando al mejor preclasificado del torneo Rafael Nadal en la semifinal, y derrotando en la final al argentino Guido Pella. En 2017 volvió a ganar el Torneo de Brasil. Otras actuaciones destacadas fueron en el Torneo ATP de Estambul 2015 donde disputó la final, cayendo derrotado ante Roger Federer por 6-3 y 7-611. Además en el Torneo de Hamburgo, en el Torneo de Viña del Mar, Torneo de Moscú, Torneo de Houston y en el Torneo de Estoril en donde alcanzó las semifinales.
El 15 de septiembre de 2019, Cuevas acerca a Uruguay al Grupo Mundial tras una destacada actuación ante República Dominicana.

## Carrera

### Primeros años
Oriundo de Concordia, Entre Ríos, Argentina. Comenzó a jugar al tenis a los 6 años en el Club Remeros Salto, al cual llegaba en kayak cruzando el Río Uruguay desde su ciudad natal, y donde a su vez practicaba otras disciplinas, decantándose por el tenis a la edad de 12 años.
Cuevas comenzó su carrera profesional participando como invitado en un Future realizado en Uruguay sobre finales del 2002, en el cual perdió en primera ronda tanto en individuales como en dobles.
En 2003, y luego de disputar una serie de Futures a lo largo de Sudamérica, logró su primer punto para el ranking ATP, finalizando el año en el puesto 1432 en singles.
Comenzó el 2004 representando a Uruguay en la Copa Davis, ganando 3 de los 4 encuentros de individuales ante Haití y República Dominicana.
En este año Cuevas se integró definitivamente al circuito, jugando en quince Futures de Rumania, Argentina, Brasil y Uruguay. Logró su mejor resultado en individuales en las semifinales del F12 de Rumania, mientras que llegó a una final de dobles en el F13 de Brasil. Finalizó el año en los puestos 834 en singles y 1109 en dobles.

### 2005
Durante 2005 Cuevas realizó una gira similar a la de 2004, aunque obteniendo mejores resultados. En septiembre obtuvo su primer título en individuales al obtener el F10 de Argentina venciendo en la final a Máximo González; en la semana siguiente llegó a la final del F1 de Uruguay y días después participó en Copa Davis ante Brasil, venciendo a Flávio Saretta y al ex número 1 del mundo, Gustavo Kuerten, por retiro.
Finalizó la temporada participando por primera vez en un Challenger y venciendo nuevamente en el F8 de Venezuela. La buena temporada en singles estuvo acompañada de una mejor actuación en dobles, en la que venció en 5 de las 11 finales alcanzadas en Futures (ganando los F3 y F4 de Argentina; F5 y F7 de Rumania y el F1 de Uruguay). Este año finalizó en el puesto 354 en singles y 342 en dobles, convirtiéndose en la raqueta número F1 de Uruguay.

### 2006
Cuevas comenzó el 2006 disputando Futures y obteniendo uno de ellos, el F1 de Colombia tanto en individuales como en Dobles, para luego empezar a jugar Challengers. En el mes de junio obtiene su primer título categoría challenger en dobles, al ganar el 'challenger de Montauban' junto al chileno Adrián García, derrotando en la final a la pareja francesa conformada por Marc Gicquel y Edouard Roger-Vasselin por 6-3 4-6 [10-8]. Tras buenas presentaciones en torneos challengers alcanzando en varios de estos torneos las semifinales o finales (finalista en dobles en Quito y Medellín), llega a Florida, Estados Unidos en el mes de noviembre para disputar el Challenger de Naples. Con una muy buena actuación, alcanza la final en individuales perdiendo frente al argentino Carlos Berlocq por 3-6 5-7. Pero se toma revancha en el dobles y obtiene su segundo título (challenger), junto a su ya habitual pareja, el argentino Horacio Zeballos.
En Copa Davis ganó uno de los dos partidos que disputa, asegurando la permanencia de Uruguay en el Grupo II de la Zona Americana. Finalizó el año en el escalafón 230 en singles y en el 163 en dobles.

### 2007
En 2007 Cuevas se afianzó en el circuito Challenger, convirtiéndose en uno de los jugadores con mejores resultados en este tipo de torneos, tanto en singles como en dobles. En mayo de ese año logró el primero de sus tres títulos Challenger en individuales, el 'challenger de Tunica Resorts, Estados Unidos, siendo los otros dos el Challenger de Scheveningen, Países Bajos, y en Challenger de Lima, Perú. En dobles obtuvo también una buena cosecha: ganó 7 de las 12 finales que disputa. Obtuvo los challengers de Aberto de São Paulo, Santa Catarina, Turín, San Marino, Medellín, Montevideo y Lima.
También realizó breves incursiones en torneos de mayor nivel. En dobles jugó en tres International Series, siendo una segunda ronda su mejor resultado. Perdió en la última ronda de la clasificación para Roland Garros, en individuales, mientras que en dobles quedó entre las 16 mejores parejas del torneo, en compañía de Carlos Berlocq. Finalmente, tras vencer en la clasificación para el Abierto de los Estados Unidos, perdió en primera ronda ante Andy Murray; además llegó a la segunda ronda en dobles.
En Copa Davis lideró el ascenso de Uruguay al Grupo I de la Zona Americana, luego vencer de forma invicta a Jamaica, Ecuador y Paraguay. A fines de 2007 alcanzó su máximo ranking tanto en singles 113 como en dobles 56.

### 2008

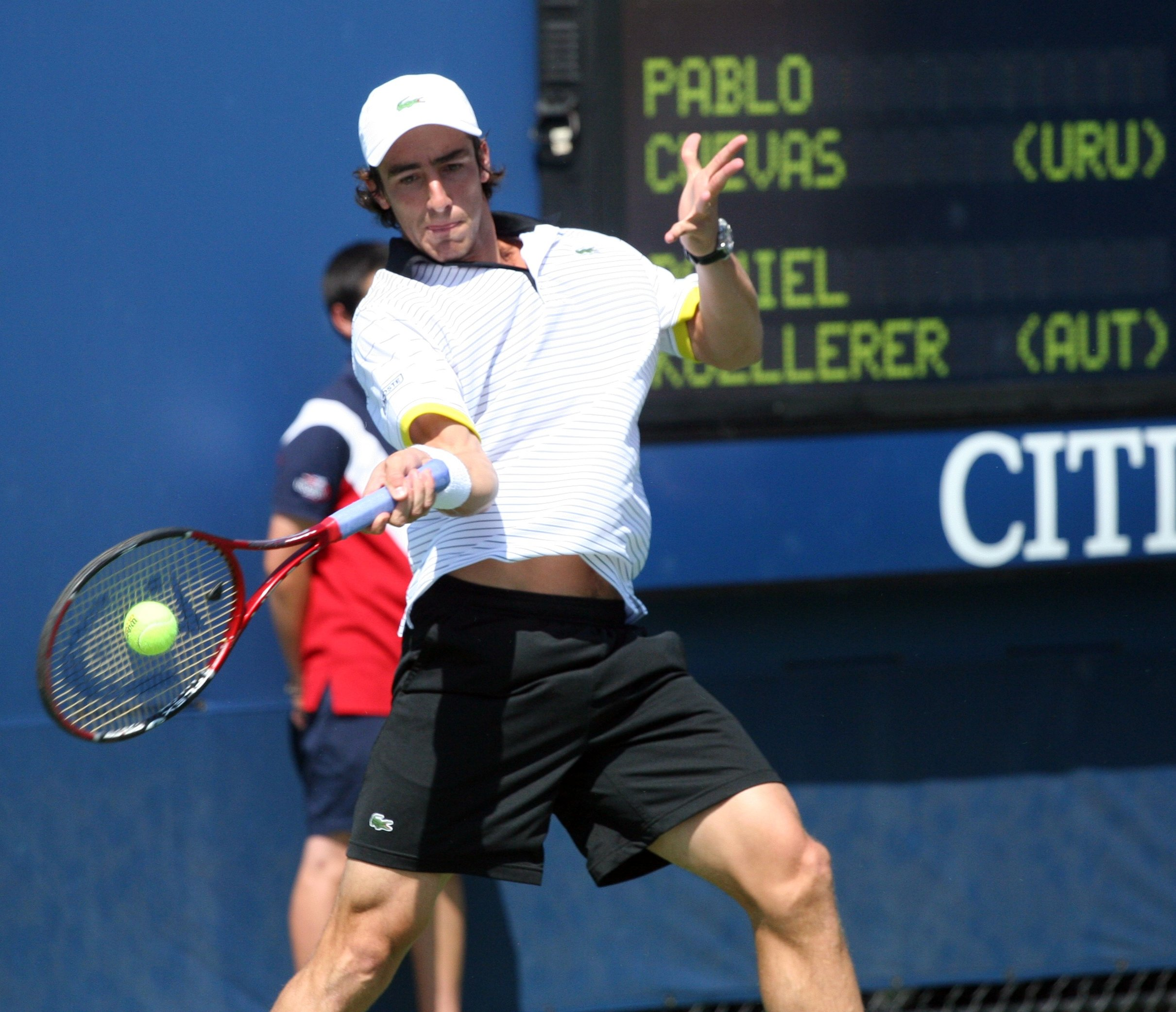
Pablo Cuevas disputando el US Open 2009.

Abrió el año con su participación en el ATP de Viña del Mar, donde consiguió su primera victoria en el circuito profesional, transformándose en el tenista revelación del certamen al derrotar a Guillermo Coria, Fernando Verdasco y José Acasuso, quien fuera campeón del mismo torneo en 2006. Cayó en semifinales en un reñido encuentro ante Fernando González por 7-6, 6-7 y 2-6, partido en el que llegó a tener dos bolas de partido. En el tiebreak del segundo set de ese encuentro, Cuevas logró responder un passing paralelo de González que se iba a la línea, tomándolo por sorpresa en su retorno al centro de la cancha. Cuevas frenó y se resbaló en un salto a fin de capturar la pelota, consiguiendo no solo tocarla sino que ejecutar un tiro ganador mientras estaba cayendo, impactando la pelota en la línea de fondo y provocando la admiración de los espectadores, los periodistas y el propio González. Gracias a su desempeño en Viña del Mar Cuevas logró entrar por primera vez a los top 100 del ranking mundial, siendo el primer uruguayo del nuevo milenio en conseguirlo, al quedar en el puesto 88.
Jugó la fase de clasificación del ATP de Buenos Aires pero perdió ante Brian Dabul. Quedó eliminado en primera ronda del ATP de Acapulco frente al argentino Juan Ignacio Chela. También en ese año logró jugar su primer Masters Series, tras pasar la fase de clasificación del Masters de Miami. En primera ronda venció al estadounidense Vince Spadea y en segunda ronda cayó frente a Fernando González.
El 7 de junio se consagró campeón de Roland Garros en dobles junto al peruano Luis Horna. Esta victoria de ambos produjo el primer título de una pareja sudamericana en la historia del torneo de dobles en Roland Garros. Ese fue, hasta ahora, el momento más importante en la carrera tenística de Cuevas. En el camino a ese título vencieron a los primeros cabeza de series del torneo, los hermanos Mike y Bob Bryan de Estados Unidos en instancia de cuartos de final, por 6-3, 5-7 y 7-6 (1), siendo considerada la pareja revelación del torneo. En la final de dicho torneo vencieron a la pareja formada por el canadiense Daniel Nestor y el serbio Nenad Zimonjić por 6-2 y 6-3 en 56 minutos. Él y su compañero peruano fueron los primeros sudamericanos en capturar el título de dobles en la Era Abierta.
Este último resultado permitió a la pareja clasificar a la Tennis Masters Cup de fin de año en Shanghái, a pesar de no finalizar entre las mejores 8 duplas del ranking. Allí lograron dos victorias ante la pareja n.º 3 del mundo (M. Bhupathi/M. Knowles) y la n.º 6 (J. Coetzee/W. Moodie). En semifinales cayeron ante Daniel Nestor y Nenad Zimonjić. Cuevas se convirtió en el primer jugador uruguayo de la historia en jugar el Torneo de Maestros.

### 2009

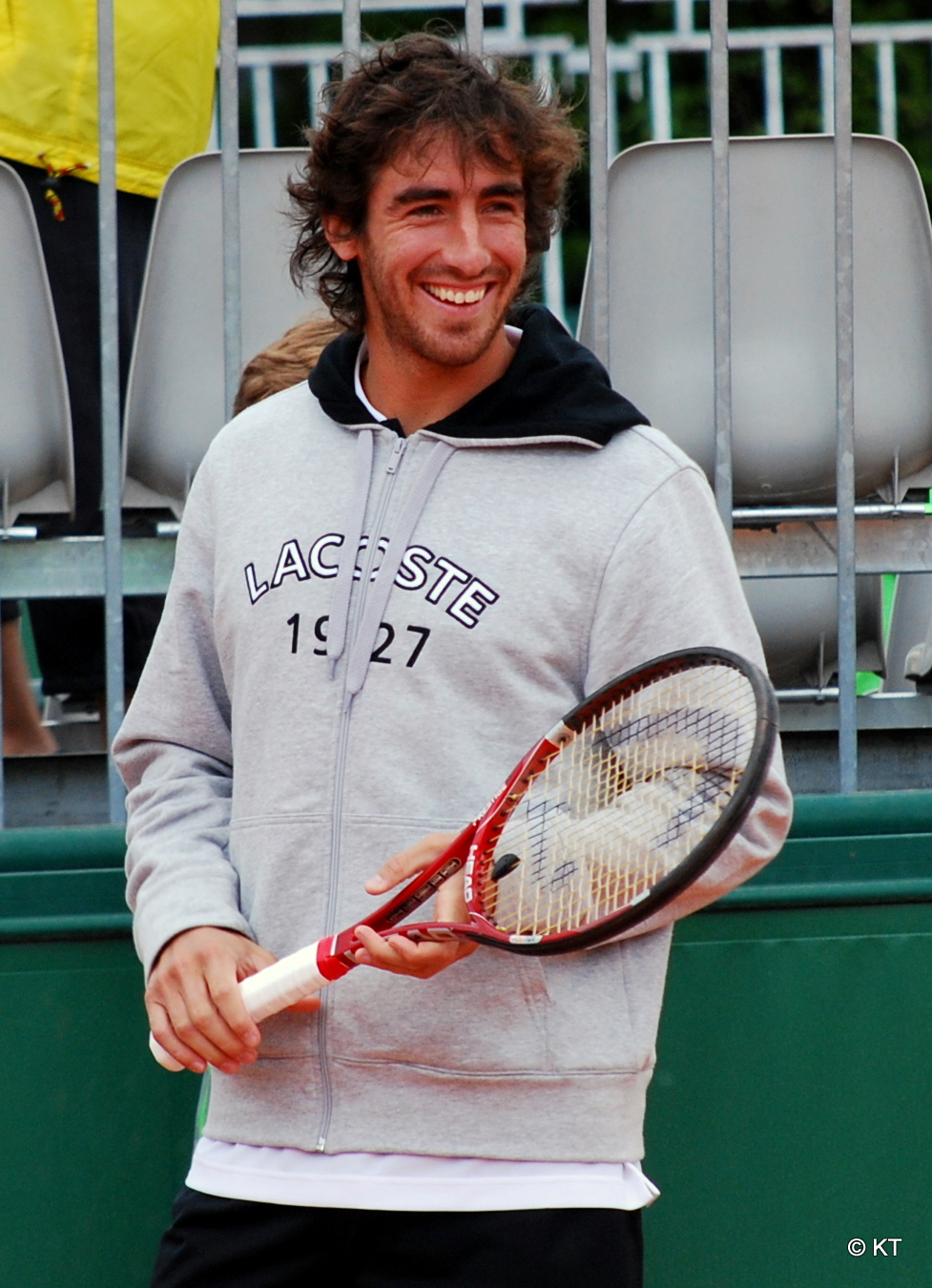
Pablo Cuevas en el Torneo de Roland Garros 2011.

El jugador top uruguayo fue el primero de su país en finalizar en el Top 50 desde que Marcelo Filippini fue n.º 45 en 1997.
En el Torneo de Viña del Mar, alcanzó la semifinal por segundo año consecutivo, perdiendo nuevamente con el chileno Fernando González (6-3, 6-2). En este mismo torneo en dobles, Cuevas logró el título junto a Brian Dabul, venciendo en la final a František Čermák y Michal Mertiňák por parciales de 6-3, 6-3.
En el Campeonato de Wimbledon consiguió su primera victoria en un Grand Slam, venciendo a Christophe Rochus, remontando el partido luego de estar dos sets abajo. El partido finalizó 3-6, 4-6, 6-4, 6-1, 11-9. En la segunda ronda, perdió ante el estadounidense Jesse Levine 6-2, 6-1, 4-6, 4-6, 6-3.
En el torneo ATP 500 de Hamburgo, al cual accede desde la "qualy", llegó a semifinales venciendo a Bjorn Phau, al noveno preclasificado Jürgen Melzer, al octavo preclasificado Philipp Kohlschreiber y al preclasificado número 14 en cuartos de final Nicolás Almagro. Perdió en semifinales ante Paul-Henri Mathieu en tres sets: 6-4, 3-6, 5-7. En Valencia derrotó a Juan Carlos Ferrero, número 22 del mundo.
Más tarde, en el Challenger de Montevideo, derrotó al ecuatoriano Nicolás Lapentti en la final, y se coronó campeón, llegando así al puesto número 45 del ranking ATP obteniendo su máximo ranking de su carrera hasta el momento.

### 2010
El tenista top de Uruguay finalizó en el Top 75 por segundo año consecutivo y sumó 21 triunfos en la temporada, su máximo personal, donde destacó las semifinales del Torneo de Moscú (perdió con Victor Troicki). También llegó en cinco ocasiones a los cuartos de final sobre arcilla y tuvo un registro de 17-4 en el circuito Challenger y un título. Tuvo su mejor récord ATP de tie breaks con 15-2. En dobles, ganó el título del Torneo de Costa do Sauipe junto al español Marcel Granollers como compañero. Derrotaron en la final al dúo formado por el polaco T. Kubot y el austríaco O. Marach por 7-5 y 6-4. También fue finalista en el Torneo de Estoril (nuevamente junto a Marcel Granollers).

### 2011
Pablo comienza 2011 perdiendo en primera ronda del Abierto de Australia contra Frederico Gil por 4-6, 7-6, 6-4, 3-6 y 7-9. En el mes de marzo Pablo conseguiría su primera victoria ante un Top Ten, fue contra Andy Roddick por 6-4, 7-6(4) y siendo eliminado en la tercera ronda por Gilles Simon por 6-4, 1-6 y 2-6. En abril de ese año también venció al francés Jo Wilfred Tsonga 6-2, 7-6. Luego su gran desempeño sería en el Torneo de Houston y el Torneo de Estoril donde alcanzaría las semifinales. Su última participación fue en Roland Garros donde quedó eliminado en la primera ronda debido a su lesión en su pierna. A pesar de no jugar por varios meses y estar lesionado, en el mes de agosto alcanzó su segunda y más alto ranking llegando a ser el número 48 del mundo.

### 2013
Pablo regresa al circuito luego de una larga inactividad debido a una rebelde lesión en la rodilla derecha, que lo tuvo al margen del circuito durante casi 2 años, disputando su último encuentro en Roland Garros 2011 frente al croata Antonio Veic. Lo haría en los challengers de Santos y de San Pablo luego de recibir una invitación (WC) en ambos torneos dado que no decidió utilizar su ranking protegido (n.º 54), que contaría para 12 torneos a su elección. En su partido de regreso, Pablo se impuso al italiano Matteo Viola n.º 118 del ranking ATP, en cifras de 6-3, 4-6, 6-1, luego caería frente al brasileño Guilherme Clezar en cifras de 2-6, 2-6. Pablo tuvo un buen desempeño en ambos torneos dada su larga inactividad, lo que le permitía colocarse en la casilla n.º 75 del ranking ATP.

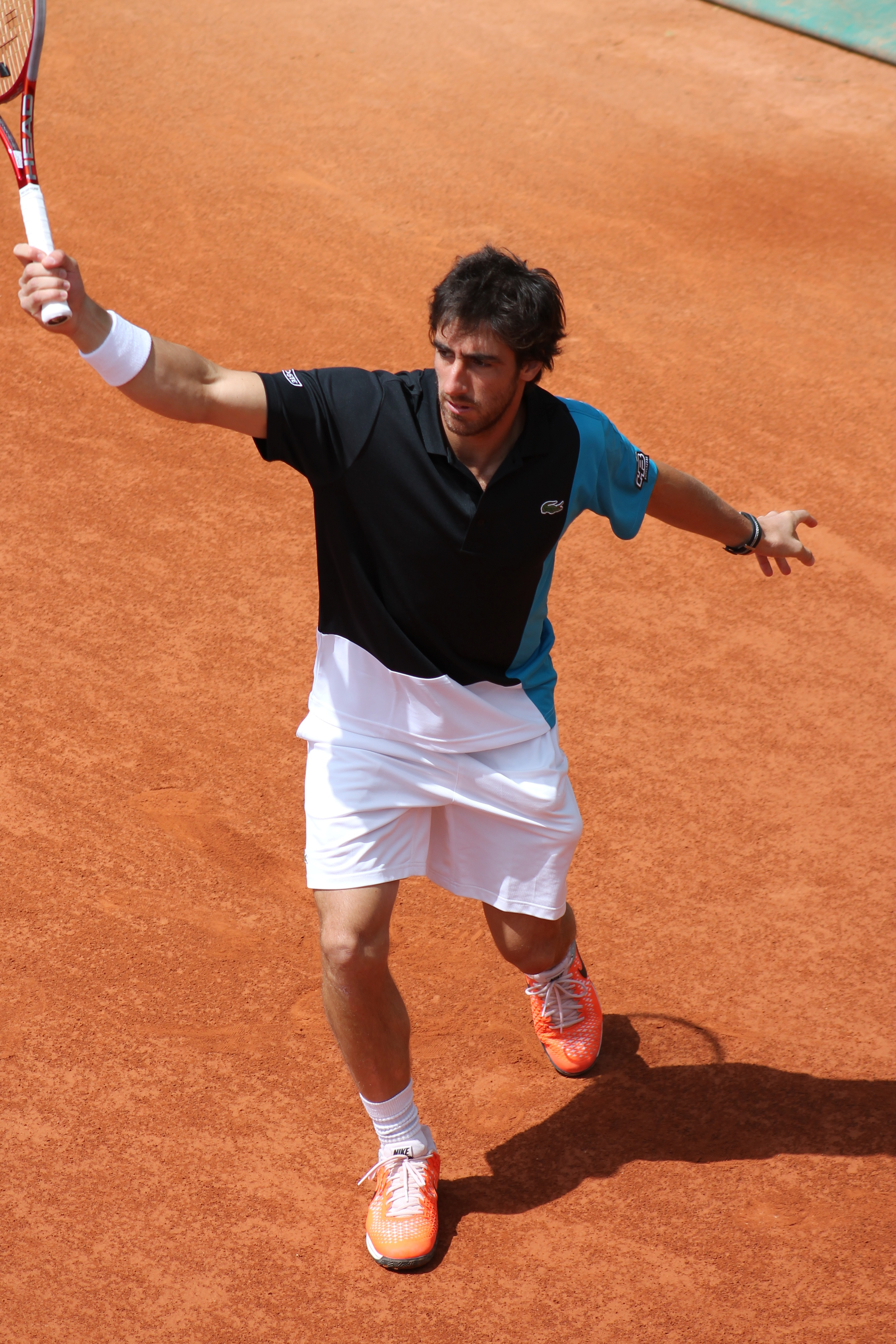
Cuevas en Roland Garros 2013, donde tuvo lugar su retorno al circuito grande, destacando su semifinal en la modalidad de dobles junto al argentino Horacio Zeballos tras casi 2 años de inactividad.

Luego disputaría el segundo Grand Slam del año utilizando su ranking protegido (n.º 54), debutando en el torneo de Roland Garros frente al local Adrian Mannarino, venciéndole en un agónico partido, en cifras de 6-3 2-6 6-3 5-7 7-5, para luego caer en segunda ronda en manos de Gilles Simon en cifras de 7-6 1-6 1-6 1-6, teniendo un gran primer set, pero luego finalizando con algunas molestias en la rodilla intervenida, debido a una respuesta de su físico ante tal exigencia. En modalidad dobles disputó el torneo de Roland Garros junto al argentino Horacio Zeballos, sorprendiendo a todos y llegando a las semifinales del torneo. En primera ronda derrotaron a la dupla argentina constituida por Carlos Berlocq y Leonardo Mayer por 2-6, 6-3 y 6-1, en segunda ronda sorprendieron derrotando a los cabezas de serie n.º 9 Jurgen Melzer y Leander Paes por 5-7, 6-4, 7-6(6), salvando 4 puntos de partido. En la tercera ronda vuelven a sorprender derrotando a los sextos cabezas de serie, el pakistaní Aisam-ul-Haq Qureshi y el holandés Jean-Julien Rojer por 5-7, 6-3, 7-6(5), en cuartos de final se enfrentan a la pareja polaca formada por Tomasz Bednarek y Jerzy Janowicz obteniendo otra victoria, esta vez 7-6(3), 4-6, 6-1. Finalmente caen derrotados en semifinales por la pareja francesa integrada por Michaël Llodra y Nicolas Mahut por 3-6, 6-1 y 3-6, culminando un gran torneo, sobre todo si se tiene en cuenta que venía de una lesión muy importante.
Después de esta participación, tuvo que aguardar hasta el U.S Open a finales de agosto para volver a la competencia. En el cuadro de individuales se enfrentaría al serbio Janko Tipsarević en primera ronda. En el primer set el partido estuvo parejo hasta el séptimo game, en el que el serbio logró el primero de sus dos quiebres. De hecho Tipsarevic quebró allí, y la siguiente ocasión, además de mantener su saque, para llevarse el primer parcial 6-3 luego de 32 minutos de juego. Sin embargo, Cuevas logró igualar el juego tras un segundo set de 49 minutos en el que pudo llevárselo en tiebreak por 7-6 (5). En el tercer set, Tipsarevic se mostró mejor de movilidad y físicamente a lo que logra la manga nuevamente por 6-3 y el uruguayo debido a problemas físicos, decide retirarse, culminando así su participación en el torneo neoyorquino.
A finales del mes de septiembre, realiza la gira asiática sobres pistas duras. Comienza en el Torneo de Kuala Lumpur con éxito y confirmando su recuperación. En individuales derrota al octavo cabeza de serie, el ruso Nikolai Davydenko por 6-3 y 6-4. Sin embargo cae derrotado en la siguiente ronda ante el eventual campeón del torneo, el portugués Joao Sousa. Sin embargo su mejor participación fue en la modalidad de dobles, donde disputó el torneo junto al argentino Zeballos nuevamente. Fueron dejando rivales por el camino hasta llegar a la final, donde cayeron derrotados ante la pareja formada por E. Butorac y R. Klaasen por 6-2 y 6-4. Posteriormente se dirige a tierras niponas para disputar el torneo ATP 500 de Tokio. En esta ocasión pierde en las primeras de cambio en individuales ante el argentino Carlos Berlocq, pero darían la sorpresa junto al español Nicolás Almagro al derrotar en primera ronda a los favoritos del torneo y pareja n.º 1 del ranking ATP, los hermanos Bob y Mike Bryan. Después de este relevante triunfo caen derrotados en segunda ronda ante el británico Jamie Murray y el australiano John Peers.
En su séptimo torneo luego de dos años de estar alejado de las canchas por lesión, el número uno de Uruguay, se coronó campeón del Challenger de Buenos Aires, que reparió U$ 75 mil en premios y puntos para el ranking mundial.Cuevas disputó la final y se impuso en cifras de 7-6(6), 2-6, 6-4 al argentino Facundo Argüello, en partido que duró dos horas y 43 minutos con momentos de alta tensión para el jugador celeste, ya que primero debió sobreponerse a 0-3 en el primer set y luego, el parcial final se vio con poca movilidad después de solicitar asistencia del kinesiólogo en el cambio de lado luego de ponerse 4-2 arriba.Esa situación dio lugar a mucha incertidumbre y provocó una levantada del argentino, quien recuperó el quiebre e igualó las acciones.Finalmente, Cuevas cambio de aire, renovó sus energías, se puso 5-4 con su saque y presionó notablemente sobre el servicio de su rival para cerrar el partido y una gran semana, coronada con el título.

### 2014
Junto al argentino Horacio Zeballos como pareja, disputaron el Torneo de Buenos Aires 2014. Llegaron hasta la final donde la pareja uruguayo-argentina fue vencida 7-5, 6-4 por los primeros favoritos del torneo, los españoles de Copa Davis Marcel Granollers y Marc López, luego de una hora y 23 minutos de juego en el Buenos Aires Lawn Tennis.
En el mes de marzo Pablo Cuevas venció al eslovaco Martin Klizan por 6-3 y 6-1 y se consagró campeón del Challenger de Barranquilla 2014, torneo que se disputó sobre polvo de ladrillo y repartió 40.000 dólares en premios, más hospitalidad. Una hora y 19 minutos le demandó a Cuevas quedarse con la definición, en la que aprovechó 5 de 9 break points, mientras que su rival concretó uno de 4. El uruguayo dio un gran impulso en cuartos de final, donde venció al colombiano Alejandro Falla (68.º y máximo favorito). En su undécima definición a nivel Challenger, alzó su octavo título de esta categoría, segundo tras una inactividad de dos años. Así, redondeó una gran semana ya que también fue campeón en dobles, junto al español Pere Riba.
En el Roland Garros 2014, el uruguayo eliminó al australiano M. Ebden por 6-1, 6-2 y 6-3 en una hora y 20 minutos de juego. El uruguayo fue muy superior, se sintió cómodo en el polvo de ladrillo parisino y despachó al australiano. Su próximo rival en segunda ronda fue el español Fernando Verdasco que había superado en primera ronda al francés M.Llodra por 6-2, 7-6(4) y 7-6(3). Pablo Cuevas jugó un gran tenis y estuvo a punto de ganarle a Fernando Verdasco. Después de estar a un game del triunfo, el encuentro se estiró hasta cinco sets y allí el madrileño logró una victoria muy sufrida 4-6, 6-7(6), 7-5, 6-4, 6-3 en 3 horas y 53 minutos.
A principios de junio volvió a conseguir otro doble título (individual + dobles) en el ATP Challenger Tour. El uruguayo ahora venció en la final de este torneo al italiano M. Cecchinato por 6-4, 4-6 y 6-2 y se quedó con el Challenger de Mestre, en Venecia, Italia, torneo que se disputó sobre arcilla y repartió 42.500 euros en premios. En cuanto a la modalidad de dobles la dupla integrada por el tenista uruguayo, junto al argentino Horacio Zeballos, se adjudicó el torneo tras vencer 6-4 y 6-1 a la dupla locataria de Daniele Bracciali y Potito Starace.

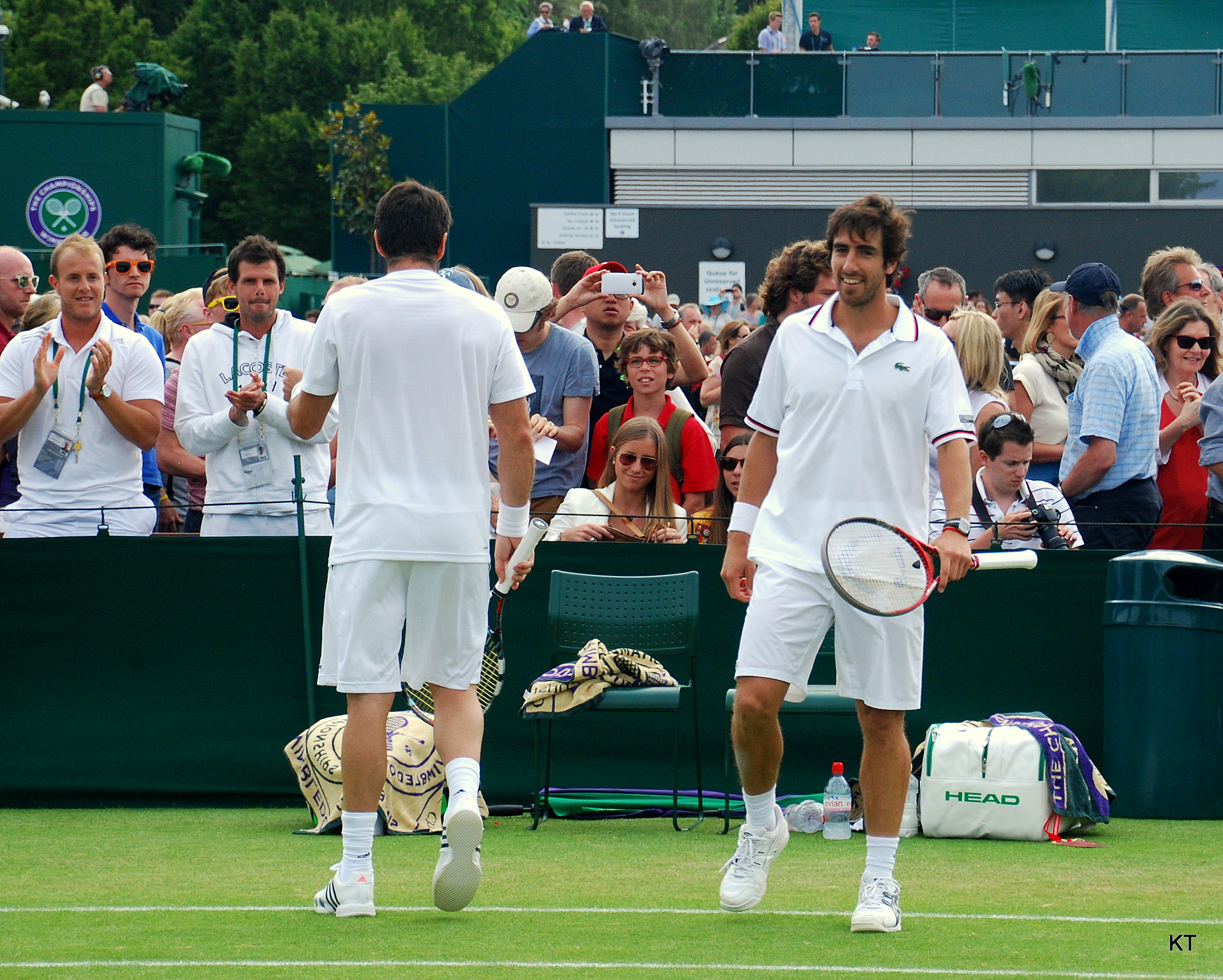
Cuevas en el Campeonato de Wimbledon 2014, disputando un partido en dobles, junto al español David Marrero como compañero.

En el Campeonato de Wimbledon 2014 cayó derrotado en la primera ronda ante el checo Radek Štěpánek mientras que en dobles alcanzó la tercera ronda junto al español D. Marrero derrotando en la primera ronda a la pareja británica C. Fleming y R. Hutchins, en segunda ronda a la pareja estadounidense A. Krajicek y D. Young y finalmente cayeron derrotados frente a los terceros cabezas de serie D. Nestor y N. Zimonjić.
El uruguayo coronó una de sus mejores semana de su carrera en singles, ya que en el SkiStar Swedish Open se quedó con su primer trofeo ATP World Tour tras aplastar al quinto favorito J. Sousa por 6-2, 6-1 en Bastad. Cuevas es el primer uruguayo en conquistar un título en el circuito desde que Marcelo Filippini se impusiera en el Torneo de St. Polten en 1997. Con esto sumó 250 puntos para el Ranking Emirates ATP, y un premio en dinero de € 77,315. Cuevas, que había perdido su único duelo previo ante Sousa, no tuvo problemas por la espera de cuatro horas y media para iniciar el encuentro debido a la lluvia, y controló el encuentro de principio a fin, al perder solo 10 puntos con su saque y aprovechar cinco de siete chances de quiebre en el duelo de 58 minutos. En el camino a la final, Cuevas fue derrotando al francés J. Chardy en primera ronda, al local C. Lindell en segunda ronda, al argentino R. Olivo en cuartos de final y al español F. Verdasco en semifinales.
Otra impresionante semana tuvo a cabo durante el Torneo de Umag 2014. El uruguayo, quien ingresó al torneo desde la fase de clasificaciones, derrotando por 6-0, 6-0 a N. Walterscheid-Tukic, por 6-4 y 6-4 a N. Čačić y 7-5 y 6-2 a R. Olivo. Ya en el cuadro final, le ganó 4-6, 6-4 y 6-4 al croata M. Delić, en segunda ronda por 6-3 y 6-1 al italiano A. Seppi y en cuartos de final al ruso T. Gabashvili por 6-3, 4-6 y 6-2. El domingo 27 de julio debido a que la lluvia impidió que se jugaran las semifinales el sábado, a primera hora venció al máximo favorito, F. Fognini, y por la noche al segundo cabeza de serie, T. Robredo, sin perder ni un set. Pablo Cuevas necesitó 90 minutos para negarle a Tommy Robredo la revalidación del título en Umag, al vencerlo por 6-3, 6-4. El uruguayo se lleva a casa € 77,315 y 250 puntos para el Ranking Emirates ATP, que lo ayudarán a escalar 20 posiciones y situarse en el n.º 40 del mundo, el mejor de su carrera. Su ascenso en el Ranking Emirates ATP es impresionante ya que, a comienzos de 2013, no aparecía en la lista después de la operación a la rodilla. “Estoy muy feliz", dijo Cuevas, quien agregó que "nunca esperé ganar dos torneos seguidos. Esta semana fue más difícil porque tuve que jugar clasificaciones y enfrentar a jugadores muy buenos". "Durante dos años estuve fuera y pensé que nunca más iba a poder jugar al tenis, especialmente a este nivel". Fueron las palabras de un Pablo Cuevas emocionado tras ganar su segundo título del circuito ATP.
En la siguiente semana viajó hasta Suiza para disputar un torneo interclubes defendiendo los colores del Centre Sportif de Cologny junto al italiano Paolo Lorenzi y el argentino Cristian Villagran entre otros jugadores locales y fueron campeones. Aunque este torneo no le dio puntos para el ranking ATP de todas maneras escaló posiciones, batiendo la barrera de los 40 por primera vez y logrando la posición más alta de su carrera al lograr el puesto n.º 36.
En el mes de septiembre fue pieza clave para el Equipo de Copa Davis de Uruguay durante los play-off para la permanencia en el grupo I de la zona americana, serie que tuvo que disputar como visitante ante Venezuela en la ciudad de Caracas. En el primer partido de la serie derrotó en tres sets 6-3, 6-2 y 6-1 a J. Bandres. Al día siguiente, con la victoria de dobles junto a su hermano Martin cerraron la permanencia de Uruguay en el grupo I americano. Derrotaron por 7-5, 6-2 y 6-2 a la pareja formada por L. D. Martínez y R. Maytín. Posteriormente realizó la gira asiática comenzando en el Torneo de Kuala Lumpur 2014 donde alcanzó los cuartos de final tras derrotar a J. Melzer y a I. Dodig, cayendo derrotado ante el francés J.Benneteau. En la siguiente semana disputó el Torneo de Pekín 2014 derrotando en primera ronda al kazajo M. Kukushkin y cayendo posteriormente ante A. Murray. Finaliza la gira asiàtica en el Masters de Shanghái 2014 cayendo en las primeras de cambio ante el croata I. Dodig. En el Masters de París derrotó a Leonardo Mayer, número 26 del mundo.
Termina el año con dos títulos Challengers consecutivos, obteniendo el Challenger de Guayaquil primero y el Uruguay Open posteriormente para posicionarse como top-30 por primera vez en su carrera.

### 2015
En el Torneo de Sídney 2015, Cuevas venció al español Nicolás Almagro. En el Abierto de Australia, fue cabeza de serie por primera vez en un torneo Grand Slam, pero cayó derrotado en primera ronda frente al alemán M. Bachinger por 7-6 (7-1), 6-3, 6-1. Aunque en la modalidad de dobles masculino y dobles mixtos hizo un buen papel llegando a los cuartos de final junto al español D. Marrero y a semifinales junto a la taiwanesa S-W. Hsieh respectivamente.
El 15 de febrero se coronó campeón del Torneo de Brasil 2015 venciendo en la final al italiano L. Vanni por 6-4, 3-6, 7-6(7-4), transformándose al día siguiente en el tenista uruguayo de mejor ranking histórico al alcanzar el puesto 23 del Ranking ATP. Este torneo significó su tercer título en el circuito ATP y fue el primero torneo de esta categoría ganado por un uruguayo en Sudamérica.
A la semana siguiente continuó en tierras brasileras y disputó con buen suceso el Torneo de Río de Janeiro de 2015 de la categoría ATP World Tour 500. En primera ronda derrotó nuevamente al español N. Almagro como en el torneo anterior. En segunda ronda, otro español fue su víctima A. Montañés a quién derrotó por un doble 6-2. En cuartos de final se enfrentó al español R. Nadal, número 3 del ranking ATP y considerado el mejor jugador en tierra batida de la historia. Cuevas estuvo muy cerca de llevarse un triunfo histórico al ganar el primer set 6-4 y dar batalla en el segundo set hasta que el manacorí se lo llevó por 7-5. El tercer set el rendimiento de Cuevas mermó, se desconcentró y acabó siendo derrotado.
A inicios de marzo representó nuevamente al Equipo de Copa Davis de Uruguay por las semifinales del Grupo I de la zona americana. El rival de turno fue Equipo de Copa Davis de Colombia y resultado fue 2-3 favorable a los colombianos. Cuevas cayó derrotado en el partido inicial de la serie ante Alejandro González pero posteriormente consiguió 2 victorias para su nación en el dobles junto a su hermano Martín y en individuales ante S. Giraldo.
A fines de abril, disputó el primer torneo ATP que se organizaba en Turquía, el Torneo de Estambul. Lo hizo como tercer cabeza de serie detrás del suizo R. Federer y el búlgaro G. Dimitrov. Comenzó su andadura en la segunda ronda ya que por su condición de cabeza de serie quedó eximido de disputar la primera ronda. Cosechó una trabajosa victoria ante el ruso T. Gabashvili por 4-6, 6-4 y 6-4. En los cuartos de final despachó en 2 sets al brasilero T. Bellucci por 7-5 y 6-3 y en semifinales contra pronóstico consiguió otra victoria ante el búlgaro G. Dimitrov segundo cabeza de serie del torneo. Así fue como llegó a la final, enfrentando al principal favorito y atracción del torneo R. Federer. El resultado final fue de 6-3 y 7-611 para el suizo, pero Pablo Cuevas dio batalla en la final, disputando un emocionante desempate en la muerte súbita incluso salvando varios puntos de partido, lo que tuvo el reconocimiento tanto del público como de su rival en la final.
En el Masters de Roma consiguió su primer título de dobles a nivel de Masters 1000, tras ganar con el español D. Marrero a la también pareja española y ex Nos. 1 del mundo M. López y M. Granollers por 6-4 y 7-5. En el cuadro de individuales perdió en segunda ronda, de nuevo ante R. Federer por 6-7(3) y 4-6.
Ya en la tierra batida de Roland Garros derrotó en primera ronda al australiano S. Groth por un ajustado 6-7(5), 6-3, 6-3, 6-3 y en segunda ronda al austriaco D. Thiem también con mucho sufrimiento (7-6(7), 7-5, 6-7(5), 7-5) pero en tercera ronda cae ante el francés G. Monfils en un partido largo y bastante disputado por 4-6, 7-6(1), 3-6, 6-4, 6-3 para este último.
Luego comenzó su gira de césped, en el torneo alemán de Halle. Demostró que estas pistas no son sus preferidas tras caer en primera ronda ante el polaco J. Janowicz por un claro 3-6 y 4-6.
Pablo Cuevas debuta el 29 de junio en el Wimbledon ante el norteamericano D. Kudla

### 2016
Cuevas arrancó su calendario en 2016 participando en el Torneo de Sídney 2016, venciendo en primera ronda a Maximilian Marterer por 6-4 y 6-4, y cayendo en la ronda siguiente ante el búlgaro Grigor Dimitrov por 6-7(2) y 4-6. En el Abierto de Australia venció en primera ronda al japonés Yoshihito Nishioka por 7-6(5), 6-1 y 6-4, para caer luego en segunda ronda ante el local Nick Kyrgios por 4-6, 5-7 y 6-7(2).
Posteriormente, inició su gira en tierra batida participando del Torneo de Buenos Aires 2016, venciendo en primera ronda al español Albert Ramos-Vinolas por 7-5 y 6-2, en segunda ronda al colombiano Santiago Giraldo por 6-4 y 6-2, para luego caer en cuartos de final ante el español David Ferrer por un marcador de 4-6, 6-1, 3-6.
A la semana siguiente continuó su gira en el Torneo de Río de Janeiro 2016, venciendo en primera ronda al argentino Facundo Bagnis por un contundente 6-2 y 6-0, en segunda ronda al local Thiago Monteiro por 7-6(5) y 6-3, en cuartos de final al argentino Federico Delbonis por 6-4 y 7-6(4), en semifinales al español Rafael Nadal (considerado el mejor jugador de la historia sobre superficies de tierra batida y uno de los mejores jugadores de todos los tiempos en todas las superficies) por un ajustado marcador de 6-7(6), 7-6(3) y 6-4, para finalmente consagrarse campeón de su primer título ATP World Tour 500 ante el argentino Guido Pella por 6-4, 6-7(5) y 6-4. Con dicha victoria, Cuevas ascendió 18 puestos en el Ranking ATP, quedando en el puesto número 27 del mundo.
Una semana después, comenzó su participación en el Torneo de Brasil 2016 venciendo en segunda ronda al argentino Facundo Bagnis por 6-3 y 7-5, en cuartos de final al local Thiago Monteiro por 4-6, 6-3 y 6-3, en semifinales al serbio Dusan Lajović por 6-3 y 6-4, y venciendo en la final al español Pablo Carreño, consagrándose por segundo año consecutivo como el campeón y logrando su cuarto título ATP World Tour 250.
En julio de 2016 participó del Torneo de Hamburgo, llegando a la final y siendo derrotado por Martin Kližan por 6-1 y 6-4; sin embargo gracias a esta final logró llegar a la posición 20 Ranking ATP, siendo la mejor clasificación en su historia y en la historia de un jugador uruguayo.
En agosto, Pablo Cuevas comenzó con victoria en el Abierto de Estados Unidos al imponerse por 6-3, 2-6, 6-0, 5-7 y 6-3 al israelí Dudi Sela. Pero en segunda ronda, cayó frente al español Nicolás Almagro por 6-7(5), 4-6, 6-7(9).

### 2017
En São Paulo, derrotó al argentino Facundo Bagnis y Diego Schwartzman, y luego al español Pablo Carreño-Busta (6-3, 7-6 2 ). En la final, interrumpido por la lluvia y jugando en dos días, Cuevas finalmente venció a Albert Ramos-Viñolas (6 3 -7, 6-4, 6-4) al ofrecer el punto final en un servicio a la cuchara después de tres horas de juego. Ganó el primer título de su temporada y su tercer título consecutivo en São Paulo.
En Masters de Indian Wells venció a Martin Kližan (7-6 3, 7-6 5 ), Fabio Fognini (6-1, 6-4) y al belga David Goffin (6- 3, 3-6, 6-3) para calificar por primera vez a los cuartos de final de un Masters 1000. Sin embargo, perdió contra Pablo Carreño (1-6, 6-3 6 -7) después de perderse dos puntos de partido.
Él comienza la temporada de arcilla europea con los Master de Monte Carlo, gana fácilmente contra Viktor Troicki y João Sousa para clasificar a los octavos de final. Supera fácilmente (6-4, 6-4), al número 3 del mundo, Stanislas Wawrinka realizando un gran juego especialmente el servicio contra el suizo. A pesar de una buena semana, perdió ante el francés Lucas Pouille (0-6, 6-3, 5-7) después de servir para el partido en 5-4 y lideró 30-0. En dobles con el indio Rohan Bopanna, eliminaron a los cabezas de serie número 5, 1 y 7: Raven Klaasen / Rajeev Ram, Henry Kontinen / John Peers y Feliciano López / Marc López en 1:15 para ganar el título. En el Masters de Madrid, vence en casi tres horas a Thomaz Bellucci (7-6 2, 4-6, 7-6 6) en la primera ronda. Luego venció al francés Nicolas Mahut (5-7, 6-4, 6-4) y Benoît Paire(7-5, 0-6, 6-1) y al joven alemán, Alexander Zverev (3-6, 6-0, 6-4). Se califica por primera vez en las semifinales de un Masters 1000, pero perdió luego de 1 h 23 (4-6, 4-6) contra el n o 9 Mundial, Dominic Thiem. Culmina el año ganando el título de Uruguay open 2017

### 2018
Cuevas arrancó el año en el ATP 250 de Auckland donde fue el sexto cabeza de serie. En la primera ronda le tocó con el japonés Taro Daniel quien entró como perdedor afortunado y lo venció por 6-3 6-2, en la segunda ronda jugó ante el joven Karén Jachánov partido que perdió por 6-2 7-6. Luego llegó a Melbourne para jugar el Australian Open. En la primera ronda jugó ante Mikhail Youznhy a quien venció 7-6 6-3 7-5 volviendo a llegar a segunda ronda por segunda vez pero perdería en esa ronda al caer ante Ryan Harrison por 6-4 7-6 6-4.
Luego fue a Buenos Aires para jugar el Argentina Open donde perdería en la primera ronda ante Gael Monfils por un contundente 6-1 6-4.
Viaja a Brasil para disputar el Rio Open donde trabajaría para ganarle a Thiago Monteiro 6-7 7-6 6-3 luego tendría una victoria cómoda antes Gastao Elias a quien vencería por 7-5 6-1 para más tarde perder ante el chileno Nicolas Jarry por 7-5 6-1.
Juega el Brasil Open torneo que había ganado en las últimas tres ediciones, luego de ganarle a Sebastian Ofner y Leonardo Mayer perdería ante el campeón Fabio Fognini en las Semifinales por 6-4 6-2.
Cuevas empieza la gira de marzo en Indian Wells donde tendría dos muy buenas victorias ante los dos jóvenes Denis Shapovalov a quien le ganaría por 7-6 6-3 y luego ante Dominic Thiem por 3-6 6-4 4-2, para perder en los Octavos de final ante Hyeon Chung por 6-1 6-3. Luego decidió no jugar Miami.
Cuevas arranca la gira de polvo de ladrillo en Montecarlo donde defendía cuartos de final, se despidió rápido al perder ante Fernando Verdasco por 5-7 7-6 6-1, después jugó el ATP 500 de Barcelona, en la primera ronda jugó ante Ricardo Ojeda Lara a quien le gana por 6-0 6-4 para luego perder ante Adrian Mannarino por 6-4 7-6. Luego iriá a Madrid donde defiende Semifinal, en la primera ronda le gana a Jack Sock por 6-7 6-4 6-0 en la segunda a Albert Ramos Viñolas por 6-1 6-7 6-2 y posteriormente perdería en un cerradísimo partido ante John Isner por 7-6 6-7 6-7. Ya en Roma Cuevas se va rápido luego de perder por 2-6 7-5 6-4 ante Marco Ceccinato.
Cuevas va a Roland Garros y en la primera ronda le gana a Bedene 6-4 6-3 6-2 y después en la segunda ronda pierde ante Kevin Anderson 6-3 3-6 7-6 6-4.
Después de eso tendría un breve paso por el césped jugando Wimbledon y perdiendo en la primera ronda ante Simone Bolleli por 7-6 7-6 6-1.
Luego juega Umag donde pierde en la primera ronda ante Laslo Djere por 6-4 1-6 6-3, también juega Hamburgo donde le gana en la primera ronda a Marton Fucsovics por 6-3 6-2 y pierde en la segunda ante Nikoloz Basilashvili por 7-6 6-4.
Después Cuevas tuvo una lesión que le impidió jugar un par de meses y empezó a jugar torneos Challenger donde jugó 5 y tan solo ganó 2 partidos. Cuevas finaliza el año jugando el Uruguay Open donde pierde en la primera ronda ante Mario Vilella Martínez por 6-2 y 6-2. El 2018 también significó su regreso al equipo de Copa Davis de Uruguay en el cual consiguió junto a su hermano Martin el regreso al grupo 1 americano de dicha competición luego de derrotar a El Salvador, Venezuela y México respectivamente.
2019
Luego del flojo rendimiento que tuvo en 2018 debido a una lesión Por la cual estuvo un tiempo sin jugar arranca el año en el puesto 92 del ranking ATP. Empieza el 2019 jugando el ATP de Auckland en el cual pierde en la segunda ronda de la fase de clasificación pero ingresa al cuadro principal como perdedor afortunado y cae en primera ronda ante el francés Ugo Humbert. Luego debuta con victoria en Australian open ante el serbio Dušan Lajović al cual vence en tres sets 6-4 7-5 6-1, en segunda ronda le toca enfrentar a Grigor Dimitrov, exnúmero 3 del mundo, y cae 3-6 7-6 3-6 5-7. En febrero disputa la gira sudamericana arrancando en el ATP de Córdoba, en primera ronda vence al argentino Facundo Bagnis por doble 6-4, en segunda ronda al tunecino Malek Jaziri 7-6 6-2, ya en cuartos de final derrota a Aljaz Bedene 7-6 6-1 para llegar a semifinales y caer ante Guido Pella 1-6 6-3 3-6. Ya en Buenos Aires vence en primera ronda a Marcelo Arévalo 6-2 6-1, al portugués Joao Souza 6-4 7-5 y en cuartos de final pierde ante el austríaco Dominic Thiem por 6-4 4-6 3-6. El buen nivel mostrado en estos torneros le significaron un gran ascenso en el ranking. El siguiente torneo sería el ATP de Río de Janeiro, en primera ronda le tocó enfrentar al campeón defensor Diego Schwartzman al cual Pablo venció 6-4 4-1 y retiro. Luego de vencer al argentino Juan Ignacio Londero en octavos y al español Albert Ramos en cuartos, cae en semifinales ante el joven canadiense Félix Auger-Aliassime 3-6 6-3 3-6, rival al que volvería a enfrentar días después en primera ronda del ATP de Sao Paulo nuevamente con victoria del canadiense. De esta forma Cuevas cerraba la gira de polvo de ladrillo de febrero.
En marzo únicamente disputaría el masters de Miami, al cual ingresaría al cuadro principal tras vencer a Yegor Guerásimov y al francés Jo Wilfred Tsonga en la fase de clasificación, cayendo después frente al serbio Dušan Lajović, a quien había derrotado en Australia.
Inicia la gira de tierra batida en abril jugando el ATP de Houston y cae en el primer partido frente al chileno Cristian Garin, quien sería el campeón de es torneo. A la semana siguiente logra el título en el Challenger de Túnez luego de vencer en la final al portugués Joao Domingues 7-5 6-4. Luego de lograr este título disputa el ATP Budapest venciendo en primera ronda al alemán Yannick Maden 6-3 3-6 6-4, en octavos lograría un enorme triunfo frente al croata Marin Čilić, número 11 del mundo y preclasificado 1 del torneo. En cuartos de final cae frente al italiano Matteo Berretini. Ingresa como perdedor afortunado al ATP de estoril y tras vencer al italiano Salvatore Carusso, Filippo Baldi, al estadounidense Frances Tiafoe y al español Alejandro Davidovich, llega a una final de ATP luego de dos años y cae frente al griego número 8 del mundo Stefanos Tsitsipas. El buen torneo que tuvo logró que Cuevas subiera al puesto 51 del ranking. La semana siguiente lograría su segundo título del año, esta vez en el Challenger de Aix-en-Provence venciendo en la final al local Quentin Halys 7-5 3-6 6-2. Posteriormente a este torneo volvería al top 50 tras un año, quedando en el puesto 49. Luego de vencer al polaco Hubert Hurkacz por doble 6-4 en la primera ronda del Torneo de Lyon, queda eliminado al caer ante el francés Benoit Paire por 4-6 3-6. Tras este torneo disputa Roland Garros, el segundo grand slam del año, en el primer partido vence a Maxime Janvier 6-4 6-4 6-2, en segunda ronda triunfa ante el británico Kyle Edmund, cabeza de serie 28 del torneo, por 7-6, 6-3, 2-1 y retiro por lesión y en tercera ronda cae frente a Dominic Thiem, número 4 del mundo y uno de los mejores jugadores de polvo de ladrillo en la actualidad. En dobles juega junto al español Feliciano López y pierden en la segunda ronda.
Previo a Wimbledon juega el ATP de Eastbourne sobre césped, cayendo en primera ronda ante el chileno Nicolás Jarry. En el tercer Slam del año, avanzaría a segunda ronda tras vencer al bosnio Damir Dzumhur por 4-6, 7-6(8), 2-6, 6-4 y 6-2 donde caería ante Jiry Vesely por 6-4, 6-7(5), 4-6 y 4-6 finalizando así su participación en singles. En dobles jugaría junto al indio Rohan Bopanna, con quien ya había jugado en 2017 y habían consechado 2 títulos incluyendo el Master 1000 de Montecaro, pero esta vez se despedirían en primera ronda tras caer con la dupla compuesta por Marcus Daniell y Wesley Koolhof por 6-4, 6-4, 4-6 y 7-6(7).
Luego de Wimbledon jugaría el final de la gira europea sobre clay, con un saldo de 1 victoria, sobre Dennis Novak en Kitzbuhel y 3 derrotas frente a Delbonis, nuevamente Thiem y Ruud en los torneos de Bastad, Hamburgo y Kitzbuhel.
No participaría de ningún torneo previo al US Open. Debutando frente al local Jack Sock y venciéndolo por 6-4, 7-5 y 7-6(5), en segunda ronda caería con el polaco Kamil Majchrzak por 6(3)-7, 6-4, 2-6, 6-4 y 6-1 donde Cuevas presentaría algunos problemas físicos sobre el final del encuentro. En dobles jugaría junto a Steve Johnson y caerían en primera ronda ante los actuales campeones de Wimbledon y a la postre también campeones del US Open, la pareja colombiana de Robert Farah y Juan Sebastián Cabal por 6-2 y 6-3.
Por primera vez en su carrera logra avanzar la primera ronda en los cuatro Grand Slam en la misma temporada.

## Títulos de Grand Slam

### Dobles (1)
| Año  | Torneo        | Pareja     | Oponentes en la final        | Resultado |
| 2008 | Roland Garros | Luis Horna | Daniel Nestor Nenad Zimonjić | 6-2, 6-3  |

## Títulos ATP (15; 6+9)

### Individual (6)
| Leyenda                         |
| Grand Slam (0)                  |
| ATP Wourld Tour Finals (0)      |
| ATP Masters 1000 World Tour (0) |
| ATP World Tour 500 series (1)   |
| ATP World Tour 250 series (5)   |

| N.º | Fecha                 | Torneo         | Superficie        | Oponente en la final | Resultado        |
| --- | --------------------- | -------------- | ----------------- | -------------------- | ---------------- |
| 1.  | 13 de julio de 2014   | Bastad         | Tierra batida     | João Sousa           | 6-2, 6-1         |
| 2.  | 27 de julio de 2014   | Umag           | Tierra batida     | Tommy Robredo        | 6-3, 6-4         |
| 3.  | 15 de febrero de 2015 | São Paulo      | Tierra batida (i) | Luca Vanni           | 6-4, 3-6, 7-6(4) |
| 4.  | 21 de febrero de 2016 | Río de Janeiro | Tierra batida     | Guido Pella          | 6-4, 6-7(5), 6-4 |
| 5.  | 28 de febrero de 2016 | São Paulo (2)  | Tierra batida     | Pablo Carreño        | 7-6(4), 6-3      |
| 6.  | 6 de marzo de 2017    | São Paulo (3)  | Tierra batida     | Albert Ramos         | 6-7(3), 6-4, 6-4 |

#### Finalista (4)
| N.º | Fecha               | Torneo     | Superficie    | Oponente en la final | Resultado    |
| --- | ------------------- | ---------- | ------------- | -------------------- | ------------ |
| 1.  | 3 de mayo de 2015   | Estambul   | Tierra batida | Roger Federer        | 3-6, 6-7(11) |
| 2.  | 25 de junio de 2016 | Nottingham | Hierba        | Steve Johnson        | 6-7(5), 5-7  |
| 3.  | 17 de julio de 2016 | Hamburgo   | TIerra batida | Martin Kližan        | 1-6, 4-6     |
| 4.  | 5 de mayo de 2019   | Estoril    | Tierra batida | Stefanos Tsitsipas   | 3-6, 6-7(4)  |

### Dobles (9)
| Leyenda                         |
| Grand Slam (1)                  |
| ATP Wourld Tour Finals (0)      |
| ATP Masters 1000 World Tour (2) |
| ATP World Tour 500 series (2)   |
| ATP World Tour 250 series (4)   |

| N.º | Fecha                   | Torneo          | Superficie        | Pareja            | Oponentes en la final             | Resultado              |
| --- | ----------------------- | --------------- | ----------------- | ----------------- | --------------------------------- | ---------------------- |
| 1.  | 26 de mayo de 2008      | Roland Garros   | Tierra batida     | Luis Horna        | Daniel Nestor Nenad Zimonjić      | 6-2, 6-3               |
| 2.  | 2 de febrero de 2009    | Viña del Mar    | Tierra batida     | Brian Dabul       | František Čermák Michal Mertiňák  | 6-3, 6-3               |
| 3.  | 19 de noviembre de 2009 | Moscú           | Dura (i)          | Marcel Granollers | František Čermák Michal Mertiňák  | 4-6, 7-5, [10-8]       |
| 4.  | 14 de febrero de 2010   | Costa do Sauipe | Tierra batida (i) | Marcel Granollers | Łukasz Kubot Oliver Marach        | 7-5, 6-4               |
| 5.  | 17 de mayo de 2015      | Roma            | Tierra batida     | David Marrero     | Marcel Granollers Marc López      | 6-4, 7-5               |
| 6.  | 25 de febrero de 2017   | Río de Janeiro  | Tierra batida     | Pablo Carreño     | Juan Sebastián Cabal Robert Farah | 6-4, 5-7, [10-8]       |
| 7.  | 23 de abril de 2017     | Montecarlo      | Tierra batida     | Rohan Bopanna     | Feliciano López Marc López        | 6-3, 3-6, [10-4]       |
| 8.  | 5 de agosto de 2017     | Kitzbühel       | Tierra batida     | Guillermo Durán   | Hans Podlipnik Andrei Vasilevski  | 6-4, 4-6, [12-10]      |
| 9.  | 29 de octubre de 2017   | Viena           | Dura (i)          | Rohan Bopanna     | Marcelo Demoliner Sam Querrey     | 7-6(7), 6-7(4), [11-9] |

#### Finalista (8)
| N.º | Fecha                    | Torneo       | Superficie    | Pareja            | Oponentes en la final           | Resultado           |
| --- | ------------------------ | ------------ | ------------- | ----------------- | ------------------------------- | ------------------- |
| 1.  | 14 de abril de 2008      | Houston      | Tierra batida | Marcel Granollers | Ernests Gulbis Rainer Schüttler | 5-7, 6-7(3)         |
| 2.  | 9 de mayo de 2010        | Estoril      | Tierra batida | Marcel Granollers | Marc López David Marrero        | 7-6(1), 4-6, [4-10] |
| 3.  | 29 de septiembre de 2013 | Kuala Lumpur | Dura (i)      | Horacio Zeballos  | Eric Butorac Raven Klaasen      | 2-6, 4-6            |
| 4.  | 16 de febrero de 2014    | Buenos Aires | Tierra batida | Horacio Zeballos  | Marcel Granollers Marc López    | 5-7, 4-6            |
| 5.  | 4 de mayo de 2014        | Oeiras       | Tierra batida | David Marrero     | Santiago González Scott Lipsky  | 3-6, 6-3, [8-10]    |
| 6.  | 27 de junio de 2015      | Nottingham   | Hierba        | David Marrero     | Chris Guccione André Sá         | 2-6, 5-7            |
| 7.  | 24 de abril de 2016      | Barcelona    | Tierra batida | Marcel Granollers | Bob Bryan Mike Bryan            | 5-7, 5-7            |
| 8.  | 30 de julio de 2017      | Hamburgo     | Tierra batida | Marc López        | Ivan Dodig Mate Pavić           | 3-6, 4-6            |

## Títulos Challenger
| Leyenda               | Individuales | Dobles |
| --------------------- | ------------ | ------ |
| ATP Challenger Series | 15           | 16     |

### Individual
| N.º | Fecha      | Torneo                        | Superficie    | Oponente en la final | Resultado     |
| --- | ---------- | ----------------------------- | ------------- | -------------------- | ------------- |
| 1.  | 07.05.2007 | Challenger de Tunica Resorts  | Tierra batida | Juan Pablo Brzezicki | 7-5 4-6 6-4   |
| 2.  | 16.07.2007 | Challenger de Scheveningen    | Tierra batida | Dominik Meffert      | 6-4 6-3       |
| 3.  | 19.11.2007 | Challenger de Lima            | Tierra batida | Marcos Daniel        | 0-6 6-4 6-3   |
| 4.  | 30.03.2009 | Challenger de Nápoles         | Tierra batida | Victor Crivoi        | 6-1 6-3       |
| 5.  | 11.10.2009 | Challenger de Montevideo (1)  | Tierra batida | Nicolás Lapentti     | 7-5 6-1       |
| 6.  | 19.09.2010 | Challenger de Szczecin        | Tierra batida | Igor Andreev         | 6-1 6-1       |
| 7.  | 27.10.2013 | Challenger de Buenos Aires    | Tierra batida | Facundo Argüello     | 7-66, 2-6 6-4 |
| 8.  | 30.03.2014 | Challenger de Barranquilla    | Tierra batida | Martin Kližan        | 6-3, 6-1      |
| 9.  | 08.06.2014 | Challenger de Mestre          | Tierra batida | Marco Cecchinato     | 6-4, 4-6, 6-2 |
| 10. | 15.11.2014 | Challenger de Guayaquil       | Tierra batida | Paolo Lorenzi        | walkover      |
| 11. | 23.11.2014 | Challenger de Montevideo (2)  | Tierra batida | Hugo Dellien         | 6-2, 6-4      |
| 12. | 12.11.2017 | Challenger de Montevideo (3)  | Tierra batida | Gastão Elias         | 6-4, 6-3      |
| 13. | 22.04.2019 | Challenger de Túnez           | Tierra batida | João Domingues       | 7-5, 6-4      |
| 14. | 12.05.2019 | Challenger de Aix-en-Provence | Tierra batida | Quentin Halys        | 7-5, 3-6, 6-2 |
| 15. | 13.06.2021 | Challenger de Lyon            | Tierra batida | Elias Ymer           | 6-2, 6-2      |

### Dobles
| N.º | Fecha      | Torneo                       | Superficie    | Pareja            | Oponentes en la final                    | Resultado      |
| --- | ---------- | ---------------------------- | ------------- | ----------------- | ---------------------------------------- | -------------- |
| 1.  | 09.07.2006 | Challenger de Montauban      | Tierra        | Adrián García     | Marc Gicquel Édouard Roger-Vasselin      | 6-3, 4-6, 10-8 |
| 2.  | 25.11.2006 | Challenger de Naples         | Tierra        | Horacio Zeballos  | Goran Dragicevic Mirko Pehar             | 7-65 6-3       |
| 3.  | 07.01.2007 | Challenger de San Pablo      | Dura          | Adrián García     | Marcelo Melo Alexandre Simoni            | 6-4 6-2        |
| 4.  | 23.04.2007 | Challenger de Santa Catarina | Tierra        | Horacio Zeballos  | Andre Miele Joao Souza                   | 6-4 6-4        |
| 5.  | 02.07.2007 | Challenger de Turín          | Tierra        | Horacio Zeballos  | Pablo Andújar Flávio Saretta             | 6-3 6-1        |
| 6.  | 08.08.2007 | Challenger de San Marino     | Tierra        | Juan Pablo Guzmán | Tomasz Bednarek James Cerretani          | 6-1 6-0        |
| 7.  | 01.10.2007 | Challenger de Medellín       | Tierra        | Horacio Zeballos  | Santiago González Bruno Soares           | 6-4 6-4        |
| 8.  | 29.10.2007 | Challenger de Montevideo (1) | Tierra        | Luis Horna        | Santiago Ventura Marcel Granollers-Pujol | w/o            |
| 9.  | 19.11.2007 | Challenger de Lima           | Tierra        | Eduardo Schwank   | Martín Vilarrubi Michael Quintero        | 6-4 6-2        |
| 10. | 30.03.2009 | Challenger de Nápoles        | Tierra        | David Marrero     | Frank Moser Lukáš Rosol                  | 6-4 6-3        |
| 11. | 17.05.2009 | Challenger de Burdeos        | Tierra        | Horacio Zeballos  | Xavier Pujo Stephane Robert              | 4-6 6-4 10-4   |
| 12. | 03.11.2013 | Challenger de Montevideo (2) | Tierra        | Martín Cuevas     | Rogerio Dutra da Silva André Ghem        | w/o            |
| 13. | 29.03.2014 | Challenger de Barranquilla   | Tierra        | Pere Riba         | František Čermák Mijaíl Yelguin          | 6-4, 6-3       |
| 14. | 07.06.2014 | Challenger de Mestre         | Tierra        | Horacio Zeballos  | Daniele Bracciali Potito Starace         | 6-4, 6-1       |
| 15. | 23.11.2014 | Challenger de Montevideo (3) | Tierra        | Martín Cuevas     | Nicolás Jarry Gonzalo Lama               | 6-2, 6-4       |
| 16. | 12.06.2021 | Challenger de Lyon           | Tierra batida | Martín Cuevas     | Albano Olivetti Tristan Lamasine         | 6-3, 7-62      |

## Clasificación en torneos de Grand Slam

### Individuales[43]
| Torneo                                                                                           | 2007 | 2008 | 2009 | 2010 | 2011 | 2012 | 2013 | 2014 | 2015 | 2016 | 2017 | 2018 | 2019 | 2020 | 2021 | G-P   | Títulos |  |
| ------------------------------------------------------------------------------------------------ | ---- | ---- | ---- | ---- | ---- | ---- | ---- | ---- | ---- | ---- | ---- | ---- | ---- | ---- | ---- | ----- | ------- |  |
| Abierto de Australia                                                                             | --   | --   | --   | 1R   | 1R   | --   | --   | --   | 1R   | 2R   | 1R   | 2R   | 2R   | 1R   | 2R   | 4-9   | 0       |  |
| Roland Garros                                                                                    | --   | 1R   | --   | 1R   | 1R   | --   | 2R   | 2R   | 3R   | 3R   | 3R   | 2R   | 3R   | 2R   | 2R   | 15-12 | 0       |  |
| Wimbledon                                                                                        | --   | --   | 2R   | --   | --   | --   | --   | 1R   | 1R   | 1R   | --   | 1R   | 2R   | C    | 1R   | 2-7   | 0       |  |
| US Open                                                                                          | 1R   | 1R   | 2R   | 2R   | --   | --   | 1R   | 1R   | 2R   | 2R   | 1R   | --   | 2R   | 1R   |      | 5-11  | 0       |  |
| Total                                                                                            | 0    | 0    | 0    | 0    | 0    | 0    | 0    | 0    | 0    | 0    | 0    | 0    | 0    | 0    |      | 26-39 | 0       |  |
| Leyenda: G:Torneo ganado; F:Finalista; SF:Semifinalista; CF:Cuartos de final, C:Torneo cancelado |      |      |      |      |      |      |      |      |      |      |      |      |      |      |      |       |         |  |

### Dobles[44]
| Torneo                                                                                           | 2007 | 2008 | 2009 | 2010 | 2011 | 2012 | 2013 | 2014 | 2015 | 2016 | 2017 | 2018 | 2019 | 2020 | 2021 | G-P   | Títulos |
| ------------------------------------------------------------------------------------------------ | ---- | ---- | ---- | ---- | ---- | ---- | ---- | ---- | ---- | ---- | ---- | ---- | ---- | ---- | ---- | ----- | ------- |
| Abierto de Australia                                                                             | --   | --   | --   | --   | 1R   | --   | --   | --   | CF   | SF   | 2R   | 1R   | 2R   | 2R   | 1R   | 9-7   | 0       |
| Roland Garros                                                                                    | 3R   | G    | 3R   | --   | 1R   | --   | SF   | 2R   | 2R   | CF   | 3R   | 2R   | 2R   | 3R   | 1R   | 24-11 | 1       |
| Wimbledon                                                                                        | --   | --   | 1R   | --   | --   | --   | --   | 3R   | 1R   | 3R   | --   | --   | 1R   | C    | --   | 4-5   | 0       |
| US Open                                                                                          | 2R   | 2R   | 3R   | 2R   | --   | --   | 3R   | 1R   | 1R   | 1R   | 2R   | --   | 1R   | --   |      | 8-9   | 0       |
| Total                                                                                            | 0    | 1    | 0    | 0    | 0    | 0    | 0    | 0    | 0    | 0    | 0    | 0    | 0    | 0    |      | 45-32 | 1       |
| Torneo de fin de año                                                                             |      |      |      |      |      |      |      |      |      |      |      |      |      |      |      |       |         |
| ATP World Tour Finals                                                                            | --   | SF   | --   | --   | --   | --   | --   | --   | --   | --   | --   | --   | --   | --   |      | 2-2   | 0       |
| Leyenda: G:Torneo ganado; F:Finalista; SF:Semifinalista; CF:Cuartos de final; C:Torneo cancelado |      |      |      |      |      |      |      |      |      |      |      |      |      |      |      |       |         |

Indumentaria y raquetas:
Indumentaria:
| 2007-Presente | Lacoste |

Raquetas:
| 2007-Presente | Head |